# ترينت فرانكس
ترينت فرانكس (بالإنجليزية: Trent Franks)‏ ولد في 19 يونيو 1957 سياسي أمريكي هو نائب في الكونغرس للمنطقة ال8 في ولاية أريزونا في الكونغرس ، خدم في الكونغرس منذ عام 2003. وهو عضو في الحزب الجمهوري. حي، مرقمة كما في منطقة 2 2003-2013، ويقع في الجزء غرب وادي وادي الشمس ويشمل غليندال، مفاجأة، صن سيتي، بيوريا وجزء من غرب فينيكس.

## حياته و سيرته
ولد فرانكس في Uravan، كولورادو، وهي بلدة الشركة، ابن خوانيتا وإدوارد تايلور فرانكس. [2] ولد مع الشفة المشقوقة والحنك. بعد انفصال والديه، تولى فرانكس رعاية أشقائه الأصغر سنا. في حين أخذت أبويه المسؤولية المالية، وتفوقت على دور القيادة في الداخل. [3] فرانكس تخرج من في Briggsdale في مدرسة ثانوية في ولاية كولورادو في عام 1976. [4] بعد المدرسة الثانوية، واشترى فرانكس والحفر وانتقل إلى تكساس لحفر الآبار مع أفضل صديق له وشقيقه الأصغر. انتقل إلى ولاية اريزونا في عام 1981، حيث واصل لحفر الآبار. [3]

## روابط خارجية
- ترينت فرانكس على موقع IMDb (الإنجليزية)
- ترينت فرانكس على موقع إن إن دي بي (الإنجليزية)